# Olimpíada de xadrez de 1984
A Olimpíada de xadrez de 1984 foi a 26.ª edição da Olimpíada de Xadrez organizada pela FIDE, realizada em Salónica entre os dias 18 de novembro e 5 de dezembro. A equipe da União Soviética (Lev Polugaevsky, Alexander Beliavsky, Artur Yusupov, Rafael Vaganian, Vladimir Tukmakov e Andrei Sokolov) venceu a competição, seguidos da Inglaterra (Anthony John Miles, John Denis Martin Nunn, Jonathan Simon Speelman, Murray Graham Chandler, Andrew Jonathan Mestel e Nigel Short) e Estados Unidos (Roman Dzindzichashvili, Walter Shawn Browne, Lev Alburt, Lubomir Kavalek, Larry Christiansen e Nick De Firmian). A partir desta edição a Olimpíada de xadrez para mulheres passou a ser oficialmente integrada a competição de modo que a ordem das edições foi sincronizada com o evento masculino, ou seja, passou a ser considerada a 26.ª edição embora a última tivesse sido a décima pela ordem. A equipe da União Soviética (Maia Chiburdanidze, Irina Levitina, Nona Gaprindashvili e Lidia Semenova) conquistou novamente a medalha de ouro, seguidos da Bulgária (Margarita Voiska, Rumiana Gocheva, Pavlina Chilingirova e Stefka Savova) e Romênia (Margareta Mureşan, Daniela Nuţu-Terescenko, Gabriela Olăraşu e Elisabeta Polihroniade).

## Quadro de medalhas

### Masculino
| Tabuleiro   | Ouro                                                                                             | Prata                                       | Bronze                  |
| 1.º         | ISV Craig Van Tilbury                                                                            | MLT Geoffrey Borg                           | URS Alexander Beliavsky |
| 2.º         | ENG John Nunn                                                                                    | WLS John Cooper                             | TRI John Raphael        |
| 3.º         | URS Rafael Vaganian                                                                              | IRL John Delaney                            | CHI Iván Morovic        |
| 4.º         | THA Pricha Sinprayoon                                                                            | JAM John Powell                             | LIB Frank Loheac-Ammoun |
| 1º res      | SUR Dewperkash Gajadin HUN József Pintér ESP Javier Ochoa de Echagüen ENG Andrew Jonathan Mestel |                                             |                         |
| 2.º res     | GBG Gorden Comben                                                                                | CYP Marios Schinis                          | USA Nick de Firmian     |
| Performance | ENG John Nunn                                                                                    | URS Rafael Vaganian URS Alexander Beliavsky |                         |

### Feminino
| Tabuleiro   | Ouro                                | Prata                      | Bronze                                          |
| 1.º         | SWE Pia Cramling                    | ARG Virginia Justo         | SUI Tatiana Lemachko HUN Zsuzsa Verőci-Petronić |
| 2.º         | CAN Céline Roos                     | ROM Elisabeta Polihroniade | DEN Tine Berg                                   |
| 3.º         | BRA Jussara Chaves                  | URS Nona Gaprindashvili    | NZL Vivian Smith                                |
| res         | URS Lidia Semenova USA Rachel Croto |                            | FRA Monique Ruck-Petit                          |
| Performance | URS Lidia Semenova                  | SWE Pia Cramling           | URS Nona Gaprindashvili                         |